# 尼里王国
尼里王国（伊博语：Ọ̀ràézè Ǹrì）是一个中世纪政治实体，位于现今尼日利亚。这个王国对今天被称为伊博兰的大部分地区都有宗教和政治影响。
受到贝宁和伊加拉王国崛起以及之后大西洋奴隶贸易的侵蚀，约在18世纪是王国的巅峰期。王国一直保持着权威到16世纪，埃泽等级制度的残余一直持续到1911年尼日利亚殖民地的建立。
尼里王国是尼日利亚伊博地区的一个王国。尼里和阿古莱里是乌穆埃里-伊博创世神话的起源地，位于乌穆-埃里氏族的领土内，该氏族的血统可追溯到父权制国王埃里。尽管埃里被描述为楚库（上帝）派来的“天神”，他的起源仍不清楚。他被认为是第一个为阿南布拉人民提供社会秩序的人。